# Lynne Muthoni Wanyeki
Lynne Muthoni Wanyeki, née en 1972, est une politologue kenyanne, militante des droits humains, féministe et directrice régionale d'Amnesty International en Afrique de l'Est. Elle a été également directrice exécutive de la Commission kenyane des Droits Humains et directrice exécutive de l'African Women's Development and Communication Network (encore appelée Femnet).

## Biographie
Lynne Muthoni Wanyeki est née en 1972 d'une mère canadienne et d'un père kenyan (Kikuyu) père, et grandit au Kenya. Son père meurt en 1990.
Elle fait des études supérieures en Sciences politiques (relations internationales) et en littérature française, respectivement à l'Université du Nouveau-Brunswick et à l'Université Simon Fraser. Elle est également titulaire d'un MPA (cum laude) en affaires publiques de Sciences Po dParis, et poursuit des études de doctorat au Département de Politique et d'Études Internationales à l'École des Études Orientales et Africaines (SOAS).
L'un de ses premiers emplois, après son retour au Kenya, est un travail sur le développement des régions rurales de Ukambani. Agée d'une trentaine d'années, elle succède à Njoki Wainaina en tant que directrice exécutifve de l'organisation African Women's Development and Communication Network, encore appelée Femnet (C'est un réseau entre chercheuse et militante, et un site internet en anglais dont le but est de renforcer le rôle et la contribution des ONG Africaines qui s’occupent du développement des femmes). Elle est sollicitée comme conférencière sur les droits de l'homme, sur l'égalité des sexes et sur le développement. Elle commence à écrire égalementune chronique hebdomadaire dans le journal East African.
En 2007, elle est nommée directrice exécutive de la Commission kenyane des Droits Humains, un poste qu'elle occupe jusqu'en juin 2011,. Nommée au cours de la crise politique de début 2008, elle reçoit des menaces de mort. En 2011, elle est membre de l'International Advisory Network for the Business & Human Rights Resource Centre. Elle devient aussi membre du conseil d'administration de l'Open Society Justice Initiative.

## Principales publications
- Lynne Muthoni Wanyeki, Up in the air : the state of broadcasting in eastern Africa, Panos Southern Africa, 2000, 140 p. (ISBN 0-7974-2143-2)
- Women and Land in Africa : Culture, Religion and Realizing Women's Rights, Zed Books, 2003, 384 p. (ISBN 1-84277-096-9)
- Jacinta Muteshi, Lynne Muthoni Wanyeki et Maria Nzomo, Transitional justice in Kenya : the gender question, Issue 4, Heinrich Böll Foundation, Regional Office, East and Horn of Africa, 2003, 117 p. (ISBN 9966-9772-2-8)